# Kabinet-Moro IV
Het kabinet–Moro IV was de Italiaanse regering van 24 november 1974 tot 12 februari 1976. Het kabinet was een minderheidsregering en werd gevormd door de politieke partijen Democrazia Cristiana (DC) en de Republikeinse Partij van Italië (PRI) met gedoogsteun van de Italiaanse Socialistische Partij (PSI) en de Sociaaldemocratische Partij van Italië (PSDI) na het aftreden van het vorige kabinet, waarna minister van Buitenlandse Zaken en oud-premier Aldo Moro van de Democrazia Cristiana opnieuw werd benoemd als premier. Het kabinet viel op 8 januari 1976 na dat de PSI haar steun aan het kabinet introk.

## Kabinet–Moro IV (1974–1976)
| Ambtsbekleder | Ambtsbekleder         | Ambtsbekleder                     | Functie                              | Ambtstermijn     | Ambtstermijn     | Partij |
| ------------- | --------------------- | --------------------------------- | ------------------------------------ | ---------------- | ---------------- | ------ |
|               | Aldo Moro             | Aldo Moro (1916–1978)             | Premier                              | 24 november 1974 | 30 juli 1976     | DC     |
|               | Ugo La Malfa          | Ugo La Malfa (1903–1979)          | Vicepremier                          | 24 november 1974 | 12 februari 1976 | PRI    |
|               | Angelo Salizzoni      | Angelo Salizzoni (1907–1992)      | Secretaris- generaal                 | 24 november 1974 | 30 juli 1976     | DC     |
|               | Luigi Gui             | Luigi Gui (1914–2010)             | Minister van Binnenlandse Zaken      | 24 november 1974 | 12 februari 1976 | DC     |
|               | Mariano Rumor         | Mariano Rumor (1915–1990)         | Minister van Buitenlandse Zaken      | 24 november 1974 | 30 juli 1976     | DC     |
|               | Bruno Visentini       | Bruno Visentini (1914–1995)       | Minister van Financiën               | 24 november 1974 | 12 februari 1976 | PRI    |
|               | Emilio Colombo        | Emilio Colombo (1920–2013)        | Minister van de Schatkist            | 14 maart 1974    | 30 juli 1976     | DC     |
|               | Giulio Andreotti      | Giulio Andreotti (1919–2013)      | Minister van het Budget              | 24 november 1974 | 30 juli 1976     | DC     |
|               | Oronzo Reale          | Oronzo Reale (1902–1988)          | Minister van Justitie                | 24 november 1974 | 12 februari 1976 | PRI    |
|               | Carlo Donat-Cattin    | Carlo Donat- Cattin (1919–1991)   | Minister van Economische Zaken       | 24 november 1974 | 25 november 1978 | DC     |
|               | Arnaldo Forlani       | Arnaldo Forlani (1925)            | Minister van Defensie                | 24 november 1974 | 30 juli 1976     | DC     |
|               | Antonino Gullotti     | Antonino Gullotti (1922–1989)     | Minister van Volksgezondheid         | 24 november 1974 | 12 februari 1976 | DC     |
|               | Mario Toros           | Mario Toros (1922–2018)           | Minister van Arbeid en Sociale Zaken | 24 november 1974 | 30 juli 1976     | DC     |
|               | Franco Maria Malfatti | Franco Maria Malfatti (1927–1991) | Minister van Onderwijs               | 7 juli 1973      | 12 maart 1978    | DC     |
|               | Mario Martinelli      | Mario Martinelli (1906–2001)      | Minister van Transport               | 24 november 1974 | 30 juli 1976     | DC     |
|               | Pietro Bucalossi      | Pietro Bucalossi (1905–1992)      | Minister van Infrastructuur          | 24 november 1974 | 12 februari 1976 | PRI    |
|               | Giovanni Marcora      | Giovanni Marcora (1922–1983)      | Minister van Landbouw                | 22 november 1974 | 18 oktober 1980  | DC     |
|               | Giovanni Spadolini    | Giovanni Spadolini (1925–1994)    | Minister van Cultuur en het Milieu   | 24 november 1974 | 12 februari 1976 | PRI    |
|               | Giulio Orlando        | Giulio Orlando (1926–2017)        | Minister van Communicatie            | 24 november 1974 | 30 juli 1976     | DC     |
|               | Adolfo Sarti          | Adolfo Sarti (1928–1992)          | Minister van Toerisme                | 24 november 1974 | 30 juli 1976     | DC     |
|               | Francesco Cossiga     | Francesco Cossiga (1928–2010)     | Minister voor Publieke Diensten      | 24 november 1974 | 12 februari 1976 | DC     |
|               | Ciriaco De Mita       | Ciriaco De Mita (1928–2022)       | Minister voor Buitenlandse Handel    | 24 november 1974 | 30 juli 1976     | DC     |
|               | Tommaso Morlino       | Tommaso Morlino (1925–1983)       | Minister voor Regionale Zaken        | 24 november 1974 | 30 juli 1976     | DC     |
|               | Giovanni Gioia        | Giovanni Gioia (1925–1981)        | Minister voor de Koopvaardij         | 24 november 1974 | 30 juli 1976     | DC     |
|               | Antonio Bisaglia      | Antonio Bisaglia (1929–1984)      | Minister voor Staats- deelnemingen   | 24 november 1974 | 5 augustus 1979  | DC     |
|               | Mario Pedini          | Mario Pedini (1918–2003)          | Minister voor Wetenschaps- beleid    | 24 november 1974 | 12 februari 1976 | DC     |

De Gasperi II · De Gasperi III · De Gasperi IV · De Gasperi V · De Gasperi VI · De Gasperi VII · De Gasperi VIII · Pella · Fanfani I · Scelba · Segni I · Zoli · Fanfani II · Segni II · Tambroni · Fanfani III · Fanfani IV · Leone I · Moro I · Moro II · Moro III · Leone II · Rumor I · Rumor II · Rumor III · Colombo · Andreotti I · Andreotti II · Rumor IV · Rumor V · Moro IV · Moro V · Andreotti III · Andreotti IV · Andreotti V · Cossiga I · Cossiga II · Forlani · Spadolini I · Spadolini II · Fanfani V · Craxi I · Craxi II · Fanfani VI · Goria · De Mita · Andreotti VI · Andreotti VII · Amato I · Ciampi · Berlusconi I · Dini · Prodi I · D'Alema I · D'Alema II · Amato II · Berlusconi II · Berlusconi III · Prodi II · Berlusconi IV · Monti · Letta · Renzi · Gentiloni · Conte I · Conte II · Draghi · Meloni